# Arthur Lindfors
Arthur Richard Lindfors (17. března 1893 Porvoo, Finsko – 21. září 1977 tamtéž) byl finský zápasník, reprezentant v zápase řecko-římském.
V roce 1920 na olympijských hrách v Antverpách a v roce 1924 na hrách v Paříži vybojoval stříbrnou medaili ve střední váze (do 75 kg).